# Christiane Marlet
Christiane Marlet (ur. 27 września 1954 w La Roche-sur-Yon) – francuska lekkoatletka, sprinterka.
Zdobyła srebrny medal w sztafecie 4 × 1 okrążenie na halowych mistrzostwach Europy w 1972 w Grenoble (sztafeta francuska biegła w składzie: Michèle Beugnet, Marlet, Claudine Meire i Nicole Pani).
Rekordy życiowe Marlet:
- bieg na 100 metrów – 11,8 s (1971)